# Cascata Véu de Noiva (Gramado)
A cascata Véu de Noiva é uma queda de água de 21 metros de altura, localizada no município de Gramado no estado brasileiro do Rio Grande do Sul.